# How Am I Supposed to Live Without You
"How Am I Supposed to Live Without You" is een rockballad die in 1982 werd geschreven door Doug James en Michael Bolton.
Het nummer werd geschreven voor de Australische band Air Supply. De platenbaas van Arista Records verzocht om de tekst van het nummer aan te passen. De auteurs weigerden dit en boden het nummer aan aan de Amerikaanse zangeres Laura Branigan die er in 1983 zowel in de VS als in Canada een nummer 1-hit mee had. Het was het eerste hitsucces voor het songwriterduo Bolton-James.

## Versie van Michael Bolton
In 1989 nam Michael Bolton zelf een versie van het nummer op, voor zijn zesde studioalbum Soul Provider en deze versie werd een jaar later op single uitgebracht. Deze single werd een nog grotere hit dan de versie van Branigan. De release betekende een keerpunt in de carrière van Bolton. Nadat hij jarenlang vooral bekend stond als songwriter, werd hij nu als zanger bekend. 
Bolton kreeg voor dit nummer de Grammy Award voor Best Male Pop Vocal Performance. De single bereikte de eerste plaats in de VS en België (Ultratop 50 Vlaanderen) en behaalde ook de top 10 in Australië, Canada, Nederland (#3 in de Top 40) en een Alarmschijf vermelding, Nieuw-Zeeland, het VK en Zweden.

### NPO Radio 2 Top 2000
| Nummer met noteringen in de NPO Radio 2 Top 2000 | '99  | '00-'02 | '03  | '04  |
| ------------------------------------------------ | ---- | ------- | ---- | ---- |
| How Am I Supposed to Live Without You            | 1033 | -       | 1813 | 1839 |

1. ↑  Een '-' betekent dat het nummer niet was genoteerd en een vetgedrukt getal geeft de hoogste notering aan.
2. ↑  Deze tabel is bijgewerkt tot en met de laatste editie (2024).